# Pingasa holochroa
Pingasa holochroa là một loài bướm đêm trong họ Geometridae.